# Chiesa di Sant'Antonio Abate (Borgoforte)
La chiesa di Sant'Antonio Abate è la parrocchiale di Borgoforte, frazione di Anguillara Veneta; fa parte del vicariato del Conselvano.

## Storia
La prima citazione di una chiesa a Borgoforte risale al 1297. Questa chiesa era filiale della pieve d'Agna ed era esonerata dal pagamento delle decime.
Nel 1647 il giuspatronato della chiesa passò alle famiglie Beretta e Frezzato, che lo mantennero fino al XX secolo. L'attuale parrocchiale venne edificata nel 1695 e restaurata nel 1953.

## Interno
Opere di pregio custodite all'interno della chiesa di Borgoforte sono il barocco altar maggiore, in marmi poligoni e sormontato dal ciborio, ed un crocifisso ligneo, intagliato all'inizio del Novecento.